# 샤랫 사세나

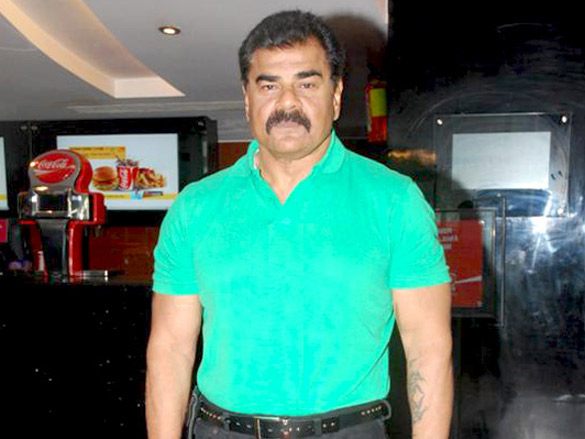

샤랫 사세나(Sharat Saxena, 1950년 8월 17일 ~ )는 인도의 배우, 텔레비전 배우이다.

## 영화
- 카쉬미르의 소녀 (2015년)
- 데 다나 단 (2009년)
- 굿 럭! (2008년)
- 난헤 자이살머: 어 드림 컴 트루 (2007년) - 케마지 역
- 헤라 페리 2 (2006년)
- 수퍼 히어로 끄리쉬 (2006년)
- 그레이트 뉴 원더풀 (2005년)
- 비루드 (2005년)
- 스트레인저 (2001년)
- 조쉬 (2000년)
- 킹 (1999년) - 모티 역
- 가르왈리 바하르왈리 (1998년)
- 빅 브라더, 스몰 브라더 (1998년)
- 솔져 (1998년) - 발데브 신하 역
- 굴람 (1998년)
- 플레이어(영어판) (1992년) - 바하두르 싱 역